# Jenynsia sulfurica
Jenynsia sulfurica es una especie de pez del género Jenynsia, perteneciente a la familia de los anabléptidos. Habita en un pequeño biotopo acuático con características extremas, ubicado en el centro de Sudamérica. 

## Taxonomía
Esta especie fue descrita originalmente en el año 2019 por los ictiólogos Gastón Aguilera, Guillermo Enrique Terán, Juan Marcos Mirande, Felipe Alonso, Sina Rometsch, Axel Meyer y Julian Torres-Dowdall.
Localidad tipo
La localidad tipo referida es: “Laguna La Quinta (en las coordenadas: 23°53′3.03″S 64°28′2.74″O / -23.8841750, -64.4674278), sistema térmico ubicado en el flanco occidental de la sierra de Santa Bárbara, en el departamento homónimo, Jujuy, noroeste de la Argentina”.
Holotipo
El ejemplar holotipo designado es el catalogado como: CI-FML 7286; se trata de un macho adulto, el cual midió 21,6 mm de longitud estándar. Fue capturado por G. Aguilera, J. M. Mirande, G. E. Terán y F. Alonso el 13 de noviembre de 2016. Se encuentra depositado en la colección de ictiología de la Fundación Miguel Lillo (CI-FML), situada en la ciudad de San Miguel de Tucumán, capital de la provincia argentina de Tucumán.
Paratipos
En la descripción se adjuntaron paratipos, todos ellos fueron colectados junto al holotipo; 19 ejemplares fueron catalogados como: CI-FML 7287, los cuales midieron de 20,4 a 32,8 mm de longitud estándar y fueron depositados en la misma colección que el holotipo. 10 ejemplares fueron catalogados como: IBIGEO-I 465, los cuales midieron de 18,7 a 29,9 mm de longitud estándar y se encuentran depositados en la colección de ictiología del Instituto de Bio y Geociencias del NOA (IBIGEO-I), ubicado en la ciudad argentina de Rosario de Lerma.
Etimología
Etimológicamente, el término genérico Jenynsia rinde honor al apellido del naturalista inglés Leonard Jenyns. El epíteto específico sulfurica deriva del adjetivo en español el cual alude al particular hábitat en que esta especie vive, manantiales sulfurosos.

## Caracterización y relaciones filogenéticas
Jenynsia sulfurica pertenece al subgénero Jenynsia. Mediante un análisis filogenético, donde se cotejaron tanto caracteres morfológicos como moleculares, se determinó que es la especie hermana de J. alternimaculata, la cual vive en ambientes próximos, pero sin sulfuro, aunque directamente conectados a los manantiales sulfúricos. Esto permite inferir que la fuerte selección determinada por el H2S ha causado la divergencia entre los 2 taxones, siendo la disparidad de rasgos de sus aguas una drástica barrera para el flujo de genes en ambas direcciones.
Jenynsia sulfurica se distingue de todos sus congéneres por tener una combinación única de estados de carácter, que incluye la falta de escamas en el área pre-pélvica o la presencia de una sola fila de escamas, continua o no, desde el istmo hasta las bases de las aletas pélvicas. Además, presenta una serie de características morfológicas y moleculares convergentes con otras especies de peces que habitan en manantiales de sulfuros; entre las primeras se observa el área postorbital y la cabeza agrandadas, comparándolas con las de otras especies del género, así como un marcado prognatismo de la mandíbula inferior a lo que se suma su labio hipertrofiado, características que le facilitarían la respiración en la zona de interfaz aire-agua. Respecto a sus rasgos moleculares, los análisis de la secuencia de cox1 mostraron que este pez presenta 2 mutaciones únicas que resultan en sustituciones de aminoácidos, las que son convergentes con las observadas en poecílidos que viven en ambientes similares, algo que proporciona un mecanismo fisiológico que les permite vivir en esos particulares hábitats, mortales para cualquier pez que no cuente con adaptaciones especiales.

## Distribución geográfica y hábitat
Jenynsia sulfurica es exclusiva de un pequeño cuerpo acuático (y algunos estanques a unos 100 metros de este) denominado laguna La Quinta, la cual hidrográficamente drena hacia el río San Francisco, el que forma parte de la cuenca superior del río Bermejo, un afluente del río Paraguay, perteneciente a la cuenca del Paraná, integrante a su vez de la cuenca del Plata; dicha hoya hidrográfica vuelca sus aguas en el océano Atlántico Sudoccidental por intermedio del Río de la Plata. La laguna La Quinta se sitúa en los contrafuertes occidentales de la sierra de Santa Bárbara. La mina de azufre de Santa Bárbara se abre hacia la margen naciente de la laguna. 
Jenynsia sulfurica habita en un ambiente extremo, en donde las aguas poseen todas las características de ser altamente sulfurosas, con olor que recuerda al de “huevo podrido”, señal inequívoca de la alta concentración de azufre por emanaciones de ácido sulfhídrico (H2S). La temperatura del agua es muy elevada (de 39 a 50 °C); el nivel de oxígeno disuelto es muy bajo (de 0,25 a 5 mg/L); el pH es de entre 6,5 y 7,6. Este biotopo es alimentado por corrientes termales que corren a través de terrenoss blanquecinos, con elevados contenidos minerales.
Ecorregionalmente, esta especie constituye un endemismo de la ecorregión de agua dulce Chaco.
Jurisdiccionalmente, este pez sola ha sido colectado en noroeste de la Argentina, específicamente en el departamento Santa Bárbara, en la provincia de Jujuy.